# Annette Gerstenberg
Annette Gerstenberg (* 1973 in Düsseldorf) ist eine deutsche Romanistin.

## Leben und Werk
Sie studierte von 1995 bis 1998 an der Universität Jena (1998 Magister, Mittlere und neuere Geschichte, Romanistik, Geographie), von 1994 bis 1995 an der Universität Perugia und von 1993 bis 1994 Universität Bonn, Mittlere und neuere Geschichte, Romanistik, Geographie. Von 1998 bis 2003 war sie wissenschaftliche Mitarbeiterin an den Universitäten Jena, Saarbrücken und Bochum. Nach der Promotion 2003 an der Universität des Saarlandes in Romanistik war sie von 2003 bis 2013 wissenschaftliche Assistentin, dann Studienrätin i. H./Lehrkraft für besondere Aufgaben an der Ruhr-Universität Bochum und vertrat Professuren in Freiburg im Breisgau und Bochum. Nach dem Abschluss des Habilitationsverfahrens 2009 an der Ruhr-Universität Bochum (Kurt-Ringger-Preis für die Habilitationsschrift, verliehen durch die Akademie der Wissenschaften und Literatur Mainz) hatte sie 2012 eine Gastdozentur an der Universität Orléans. Von 2013 bis 2017 lehrte sie als Universitätsprofessorin für italienische und französische Sprachwissenschaft an der FU Berlin. Von 2015 bis 2017 war sie Studiendekanin des Fachbereichs Philosophie und Geisteswissenschaften an der FU Berlin. Seit 2017 ist sie Universitätsprofessorin für Romanische Sprachwissenschaft (Französisch/Italienisch) an der Universität Potsdam. Im Juli 2018 war sie Professeure invitée an der ÉTS Montréal.

## Schriften (Auswahl)
- Thomaso Porcacchis L'isole piu famose del mondo. Zur Text- und Wortgeschichte der Geographie im Cinquecento (mit Teiledition). Tübingen 2004, ISBN 3-484-52326-3.
- Generation und Sprachprofile im höheren Lebensalter. Untersuchungen zum Französischen auf der Basis eines Korpus biographischer Interviews. Frankfurt am Main 2011, ISBN 978-3-465-03680-7.
- Arbeitstechniken für Romanisten. Eine Anleitung für den Bereich Linguistik. Berlin 2013, ISBN 3-11-031014-7.
- als Herausgeberin mit Judith Kittler, Luca Lorenzetti und Giancarlo Schirru: Romanice loqui. Festschrift für Gerald Bernhard zu seinem 60. Geburtstag. Tübingen 2017, ISBN 3-95809-442-2.